# Alexander Esters
Alexander Esters (né en 1977 à Bad Kreuznach) est un artiste allemand mêlant peinture, sculpture, dessin et vitrail.

## Biographie
Il étudie les beaux-arts, la philosophie et l'histoire de l'art à l'université Johannes Gutenberg de Mayence puis la peinture dans la classe de Friedemann Hahn. De 1998 à 2000, il devient l'assistant de Lore Bert puis de Friedemann Hahn en 2001. En 2002, Esters reçoit une bourse d'études de la Studienstiftung des deutschen Volkes, va à l'Académie des beaux-arts de Düsseldorf dans la classe d'Albert Oehlen qu'il quitte diplômé deux ans plus tard.
En 2006, il fait sa première exposition solo dans une galerie de Düsseldorf puis de nombreux salons internationaux. Depuis début 2011, il travaille comme professeur d'arts plastiques dans un gymnasium de Bad Sobernheim.